# Rudolf II van Neuchâtel
Rudolf II van Neuchâtel, ook genoemd Rudolf II van Fenis, († 30 augustus 1196) was van 1191 tot aan zijn dood graaf van Neuchâtel.

## Levensloop
Rudolf II was de oudste zoon van graaf Ulrich II van Neuchâtel en diens echtgenote Bertha van Granges. In 1191 volgde hij samen met zijn jongere broer Ulrich III zijn vader op als graaf van Neuchâtel en heer van Arconciel.
Rudolf was ook actief als minnezanger. Zijn oeuvre bevatte zowel Romaanse als Germaanse invloeden en ging over de hoofse liefde. De gedichten van Rudolf werden in de 14e eeuw opgenomen in de Codex Manesse.
Gewan ich ze minnen ie gv̊ten wan·

nv han ich von ir werden troſt noh gedingē·

wan ich en weis wie mir ſule gelingen·

ſit ich ſi mac weder lâſſen noh han·

mir iſt alſ dem der vf den bǒm da ſtiget

vn̄ niht hoher mac vn̄ da mitten belibet·

vn̄ ǒch mit nihte wider komen kan

vn̄ alſo die zit mit ſoꝛgē hine vertribet·— eerste strofe, Codex Manesse 20v

## Huwelijk en nakomelingen
Rudolf II was gehuwd met een gravin wier identiteit onbekend gebleven is. Uit het huwelijk is een zoon bekend:
- Berthold (1183-1259), graaf van Neuchâtel